# 席振峰
席振峰（1963年4月2日—），河南商丘虞城县人。中国有机化学家，北京大学教授（教育部「长江学者计划」特聘教授），主要从事金属有机化学与有机合成化学方面的研究。2015年当选为中国科学院院士。

## 教育和工作经历
席振峰于1979年进入厦门大学化学系物理化学专业学习，并于1983年7月获该校学士学位。之后在河南化学研究所金斗满研究员课题组担任实习研究员。1987年进入南京大学化学系配位化学学习，并于1989年6月获硕士学位（由郑州大学授予）。同年回到河南化学研究所金斗满研究员课题组担任助理研究员。1993年赴日本留学，在分子科学研究所高橋保教授研究室（金属有机化学方向）学习，并于1996年10月获得理学博士学位（由日本综合研究大学院大学和日本分子科学研究所联合授予）。之后随高橋保教授转职至北海道大学，并在该研究室进行博士后研究。1997年担任高橋保教授研究室助手 (Assistant Professor)。1998年进入中国北京大学化学学院任副教授，1999年升任教授，2001年至今担任教育部「长江学者计划」特聘教授（北京大学，有机化学），并于2002年至2006年担任北京大学化学学院院长。2015年当选为中国科学院化学部院士。

## 社会服务与学术任职
1999年：华侨大学兼职教授；国家自然科学基金委员会有机化学学科评审专家组成员；金属有机化学国家重点实验室（中国科学院上海有机化学研究所）学术委员会副主任（1999年-2004年）；功能有机分子化学国家重点实验室（兰州大学）以及精细化工国家重点实验室（大连理工大学）学术委员会委员。
2000年：环太平洋国际化学大会（Pacifichem 2000，美国夏威夷檀香山市），前过渡金属及稀土（镧系）金属有机化学分会共同主席。
2001年：中国科学院化学研究所兼职研究员 。
2002年：《化学通报》副主编 。
2004年：河南师范大学、河南大学、郑州大学兼职教授；中国化学会有机化学学科委员会副主任；第十三届全国金属有机化学学术讨论会大会主席。
2005年：北京分子科学国家实验室（筹）共同主任；金属有机化学国家重点实验室（中国科学院上海有机化学研究所）学术委员会主任；元素有机化学国家重点实验室（南开大学）、生命有机磷及化学生物学教育部重点实验室（清华大学）学术委员会委员；环太平洋国际化学大会（Pacifichem 2005，美国夏威夷檀香山市），前过渡金属及稀土（镧系）金属有机化学分会分会共同主席。
2006年：国家自然科学基金委员会化学科学部专家咨询委员会委员；日本北海道大学客座教授（2006年8月至2007年2月）；绿色化学与技术（四川大学）教育部重点实验室学术委员会委员。
2007年：法国雷恩大学(University of Rennes 1) 客座教授（2007年6月）。
2008年：环境友好化学与应用教育部重点实验室学术委员会委员（湘潭大学） ；国际学术期刊《应用金属有机化学》(Applied Organometallic Chemistry， John-Wiley出版) 副主编；国际学术期刊《四面体》及《四面体快报》编辑委员会顾问(Member of the Consulting Board of Editors of Tetrahedron/Tetrahedron Letters by Elsevier)；《科学通报》执行副主编；《中国化学》、《化学学报》、《有机化学》和《高等学校化学学报》中、英文版编委。 
2009年：国际学术期刊《合成》与《合成快报》顾问 (Member of the advisory board of the Thieme journals Synlett and Synthesis)。
2010年：日本理化学研究所（RIKEN）客座主任研究员（1-2月）；第11次《四面体》学术讨论会大会主席（Chairman, the 11th Tetrahedron Symposium) ；中科院化学研究所分子识别与功能中科院重点实验室学委会主任；国际学术期刊《化学快报》顾问 (Member of the Advisory Board of Chem. Lett. )。
2011年：北京大学化学学院有机化学研究所所长；北京大学化学学院学术委员会副主任。
2012年：国际学术期刊《亚洲有机化学》编委 (Member of the editorial board of the Asian Journal of Organic Chemistry by John-Wiley). 第一届金属有机化学与催化国际学术讨论会大会主席 (Chairman, the First International Conference on Organometallics and Catalysis)。
2013年：国际学术期刊《有机快报》（美国化学会）副主编 (Associate Editor of Organic Letters by ACS).
2015年：中国科学院院士。